# Kariogamia
Kariogamia – zlewanie się jąder (przedjądrzy) kopulujących komórek rozrodczych w jedno jądro zygoty. W wyniku tego powstaje jądro o diploidalnej liczbie chromosomów. Kariogamia jest jedną z faz syngamii, która składa się z plazmogamii i kariogamii. Najważniejszym momentem syngamii jest jednak kariogamia. Często plazmogamia i kariogamia zachodzą równocześnie, czasami jednak, np. u grzybów wyższych procesy te oddzielone są od siebie. Najpierw zachodzi plazmogamia i powstaje komórka dwujądrowa, dopiero po pewnym czasie i podziałach w innych komórkach dochodzi do kariogamii i powstania komórki jednojądrowej, diploidalnej.